# Коротков, Фёдор Фёдорович
Фёдор Фёдорович Коротков (15 мая 1902 года, Пишпек — 19 сентября 1973 года, Москва) — советский военный деятель, Генерал-майор (01.09.1943).

## Начальная биография
Фёдор Фёдорович Коротков родился 15 мая 1902 года в Пишпеке.

## Военная служба

### Гражданская война
С октября 1920 года служил в рядах РККА красноармейцем в составе 2-го кавалерийского полка 1-й Сибирской дивизии. Принимал участие в борьбе против повстанцев в Саратовской губернии.

### Межвоенное время
В октябре 1922 года был назначен на должность командира отделения кавалерийских КУКС. Вскоре был направлен на учёбу в Объединённую военную школу им. ВЦИК в Москве, по окончании которой с сентября 1928 года командовал взводом в 61-м кавалерийском полку кавалерийской дивизии им. И. В. Сталина.
С февраля по май 1932 года обучался на бронетанковых КУКС РККА в Ленинграде, по окончании которых служил на должности курсового командира в Объединенной военной школе им. ВЦИК в Москве. С сентября того же года служил на должностях командира эскадрона и начальника полковой школы в 61-м кавалерийском полку.
В 1938 году вступил в ряды ВКП(б).
В ноябре 1938 года был направлен на учёбу в Военную академию имени М. В. Фрунзе, по окончании которой Коротков с декабря 1939 года находился в распоряжении Военного совета Мурманской группы войск ЛВО, а затем Северо-Западного фронта). Принимал участие в советско-финской войне.
В октябре 1940 года был назначен на должность старшего помощника начальника 1-го отделения оперативного отдела штаба 14-й армии ЛВО.

### Великая Отечественная война
С началом Великой Отечественной войны Коротков находился на той же должности на Северном фронте.
В сентябре 1941 года был назначен на должность начальника штаба 122-й стрелковой дивизии, а в июле 1942 года — на должность командира 14-й стрелковой дивизии (14-я армия, Карельский фронт), ведшей оборону на мурманском направлении против войск генерала Дитля. В октябре 1944 года дивизия в ходе Петсамо-Киркенесской операции прорвала сильно укреплённую оборону противника северо-западнее Мурманска и при содействии кораблей и десантных частей Северного Флота овладела важной военно-морской базой и посёлком Петсамо. В ноябре дивизия наряду с другими соединениями армии и кораблями Северного Флота завершили освобождение Печенгской области. За отличие при освобождении Петсамо дивизии было присвоено почётное наименование «Печенгская», а Фёдор Фёдорович Коротков был награждён орденом Суворова 2 степени.
С 24 октября по 4 ноября 1944 года генерал-майор Коротков командовал 131-м, а с 17 ноября — 132-м стрелковыми корпусами, который участвовал в Восточно-Померанской операции, в ходе которой наряду с 1-й гвардейской танковой армией освобождал города Кезлин, Гдыня, Свинемюнде, а 4 марта 1945 года вышел на побережье Балтийского моря. За образцовое выполнение заданий командования корпус был награждён орденом Кутузова 2 степени.
Под его командованием 9 мая был освобожден датский остров Борнхольм, во время операции борнхольмский десант.

### Послевоенная карьера
С июня 1945 года генерал-майор Коротков находился в распоряжении Военного совета Северной группы войск, затем ГУК НКО.
С февраля 1946 года был слушателем основного факультета Высшей военной академии имени К. Е. Ворошилова, по окончании с июня 1948 года находился в распоряжении главнокомандующего Сухопутными Войсками.
6 ноября 1948 года генерал-майор Фёдор Фёдорович Коротков был арестован и 24 сентября 1951 года Военной коллегией Верховного Суда СССР был осуждён по ст. 43, п. «а» к 10 годам ИТЛ. 15 октября 1955 года Военная коллегия Верховного Суда СССР отменила приговор в отношении Короткова и прекратила дело за отсутствием состава преступления.
В январе 1956 года генерал-майор Фёдор Фёдорович Коротков вышел в отставку. Умер 19 сентября 1973 года в Москве. Похоронен на Востряковском кладбище.

## Награды
СССР
- Орден Ленина (21.02.1945)[1];
- Три ордена Красного Знамени (24.09.1943; 03.11.1944[1], 30.12.1956 [1]);
- Орден Суворова 2 степени (02.11.1944);
- Орден Кутузова 2 степени (29.05.1945);
- Медали.

других государств
- Командор ордена Данеброга (Дания) (1945)
- Командор ордена Святого Олафа (Норвегия) (1945)
- Медаль Свободы (Дания) (1945)